# Charles Bradlaugh
Charles Bradlaugh, född den 26 september 1833, död den 30 januari 1891, var en brittisk fritänkare och politiker.
Bradlaugh blev redan i ungdomen fritänkare, och måste därför lämna sitt hem och under stora svårigheter själv försörja sig. Under pseudonymen "Iconoclast", under vilken han länge dolde sin identitet, uppträdde han i 20-årsåldern som talare vid friluftsmöten och bedrev från 1858 radikal propaganda som folktalare runt om i landet. Hans vältalighet och stridbarhet gjorde honom snart till ledare för ett eget parti, som förenade republikanska och ateistiska åsikter. Från 1860 fick Bradlaugh ett organ i veckotidskriften The National Reformer och fortsatte här kampen för sina idéer. Som en följd av sin verksamhet invecklades han oupphörligt i rättegångar, av vilka den mest kända 1877-78 rörde en av honom och mrs Besant, hans medkämpe 1874-85, förlagd skrift angende en begränsning av folkökningen. Processen avgjordes till Bradlaughs förmån, och segern ledde till borttagandet av de sista skrankorna för den brittiska tryckfriheten. År 1880 invaldes Bradlaugh i parlamententet. När han skulle avlägga eden begärde han att få avge en högtidlig förklaring, i likhet med till exempel kväkarna. Detta ledde till en 6-årig förbittrad strid, som utkämpades dels i parlamentet, del inför domstol. Bradlaugh uteslöts fyra gånger ur underhuset men blev varje gång återvald. Striden slutade med Bradlaughs seger. Han satt sedan i parlamentet fram till sin död och blev med tiden en av dess mer populära medlemmar.